# Hanna Emuth
Hanna Emuth (* 28. November 1920 als Hanna Reichert in Stade; † 10. August 2008 in Potsdam) war eine deutsche Dokumentarfilm-Regisseurin.

## Leben und Werk
Vor 1945 arbeitete Hanna Reichert als ausgebildete Kindergärtnerin in Hamburg und Berlin.  Nach Ende des Zweiten Weltkriegs absolvierte sie eine Ausbildung als Fotolaborantin und -technikerin. Ende 1949 begann ihre Tätigkeit beim Filmproduktionsunternehmen DEFA. Zunächst assistierte sie Andrew Thorndike bei seinem Dokumentarfilm Von Hamburg bis Stralsund.  Fast zeitgleich drehte sie mit dem Lehrfilm Eine Plastik entsteht ihr erstes eigenes Filmprojekt als Regisseurin. Wiederkehrend behandelte die Filmemacherin in ihrer Laufbahn künstlerische und kulturelle Themen. Zu ihren wichtigsten frühen Filmen zählt Das Gemälde eines grossen Realisten − Adolph Menzel, der sich mit Menzels Eisenwalzwerk auseinandersetzt. Anfang der 1950er-Jahre heiratete sie den Regisseur und Autor Joachim Emuth.
1955 beendete Emuth ihre Laufbahn am DEFA-Studio für populärwissenschaftliche Filme und widmete sich einer Tätigkeit als freie Autorin für Stoffe, die sich primär an Kinder richteten. Sie schrieb mehrere Episoden für die Hörspiel-Reihe Fummel und Bummel und arbeitete für die Unser Sandmännchen-Reihe des Deutschen Fernsehfunks. Auch für das DEFA-Studio für Trickfilme kreierte sie Filmideen.
1967 kehrte Emuth fest zur DEFA zurück. Parallel studierte sie Regie an der Hochschule für Film und Fernsehen. Ihre Diplomarbeit verfasste sie 1969 unter dem Titel Wie lässt sich die Forderung nach wahrer Information mit der Spezifik ästhetischer Gestaltung im Kurzfilm vereinbaren?. Ab 1973 arbeitete Hanna Emuth für die DEFA-Produktionsgruppe forum. Es entstanden unter anderem Künstlerporträts über den Schriftsteller Joachim Nowotny und den Karikaturisten Herbert Sandberg.
In den 1970er-Jahren zog es die Regisseurin in beachtlicher Regelmäßigkeit in die norddeutschen Hansestädte im heutigen Mecklenburg-Vorpommern. Wismar − Junge alte Stadt Wismar (1973), Stralsundische Nachrichten (1977), Rostock − Seefahrt für Landratten (1977), Wismar grüßt seine Gäste (1979) und Stralsund − Stadt am Meer (1984) waren einige ihrer Projekte. Viele ihrer Filme entstanden als Auftragsarbeiten für das DDR-Fernsehen.
Hanna Emuths letztes eigenes Filmprojekt trug 1985 den Titel Vom Kunstsinn der Leipziger. Im folgenden Jahr ging sie in den Ruhestand. Sie starb im Sommer 2008 in Potsdam.

## Filmografie (Auswahl)
- 1949: Eine Plastik entsteht
- 1951: Radierung
- 1951: Arbeit aus neuem Geist
- 1953: Lebensnahe Kunst
- 1954: Das Gemälde eines großen Realisten − Adolph Menzel
- 1967: Ich bin schon fünf − Ein Film für Eltern
- 1968: Künstler des Volkes
- 1969: Frauen unserer Zeit
- 1970: Buchenwalddenkmal
- 1973: Junge, alte Stadt Wismar
- 1973: Ein Schriftsteller und seine Helden − Besuch bei Joachim Nowotny
- 1974: Junge Kunst − Junge Galerie
- 1975: Kulturmosaik
- 1977: Rostock − Seefahrt für Landratten
- 1977: Stralsundische Nachrichten
- 1979: Wismar grüßt seine Gäste
- 1980: Herbert Sandberg − Der freche Zeichenstift
- 1982: Kik üm't Eck − Mecklenburger Merkwürdigkeiten
- 1983: Der die Zeit beim Worte nahm – Martin Luther auf der Wartburg
- 1983: Die Museumsinsel − Schatzkammer von Berlin
- 1984: Stralsund − Stadt am Meer
- 1985: Das Rote Rathaus
- 1985: Vom Kunstsinn der Leipziger

## Hörspiele (Auswahl)
- 1961: Ball Sausefix  – Regie: Uwe Haacke (Original-Hörspiel, Kinderhörspiel, Kurzhörspiel – Rundfunk der DDR)[5]